# Гамідов Абдусамад Мустафайович
Абдусамад Мустафайович Гамідов (рос. Гамидов Абдусамад Мустафаевич, лезгин. Гьамидов Абдусамад Мустафаевич; нар. 21 квітня 1966) — російський державний діяч, політик.
Виконувач обов'язків голови Уряду Республіки Дагестан з 6 жовтня 2017 по 5 лютого 2018 року. За національністю даргинець.

## Біографія
Народився 21 квітня 1966 року в с. Мекегі Левашинського району Дагестану. Рідний брат Гамідов Гамід Мустафайович — колишній міністр фінансів Республіки Дагестан, депутат Держдуми РФ.
Після закінчення в 1989 році Дагестанського політехнічного інституту працював інструктором по спортивних спорудах при Даграді спорттовариства «Динамо».
З 1991 року — заступник керуючого, а з 1993 року — голова правління КБ «Ельбін».
У 1994 році призначений заступником голови Дагестанського відділення Ощадбанку Росії.
У 1995 році обраний депутатом, головою підкомітету Народних Зборів Республіки Дагестан. У 1996 році призначений міністром фінансів Республіки Дагестан.
У липні 2013 року призначений на посаду Голови Уряду Республіки Дагестан.
Майстер спорту міжнародного класу СРСР. Президент федерації спортивної боротьби Республіки Дагестан.
У 2002 році нагороджений Почесною Грамотою Республіки Дагестан. Заслужений працівник фізичної культури Республіки Дагестан. Заслужений економіст Республіки Дагестан.
Одружений, має шістьох дітей.

## Кримінальна справа
Затримано і етапований ФСБ в Москву 4 лютого 2018 року по кримінальній справі, що ведеться Слідчим комітетом Росії. Підозрюється в розкраданні грошових коштів, виділених з бюджету Дагестану для реалізації соціальних програм на території республіки. 5 лютого 2018 року звільнений з посади в.о. Голови Уряду Дагестану.